# Deák Ferenc tér (Metró Budapest)
Deák Ferenc tér ist eine Station der Metró Budapest. Sie wurde 1896 als Teil der zur Millenniumsausstellung gebauten Linie M1 eröffnet. Seit der Erweiterung im Jahr 1970 verkehrt hier auch die Linie Linie M2, seit 1976 zusätzlich die Linie M3. Die Station befindet sich am gleichnamigen Platz (benannt nach Ferenc Deák) im V. Budapester Bezirk (Belváros-Lipótváros).

## Galerie

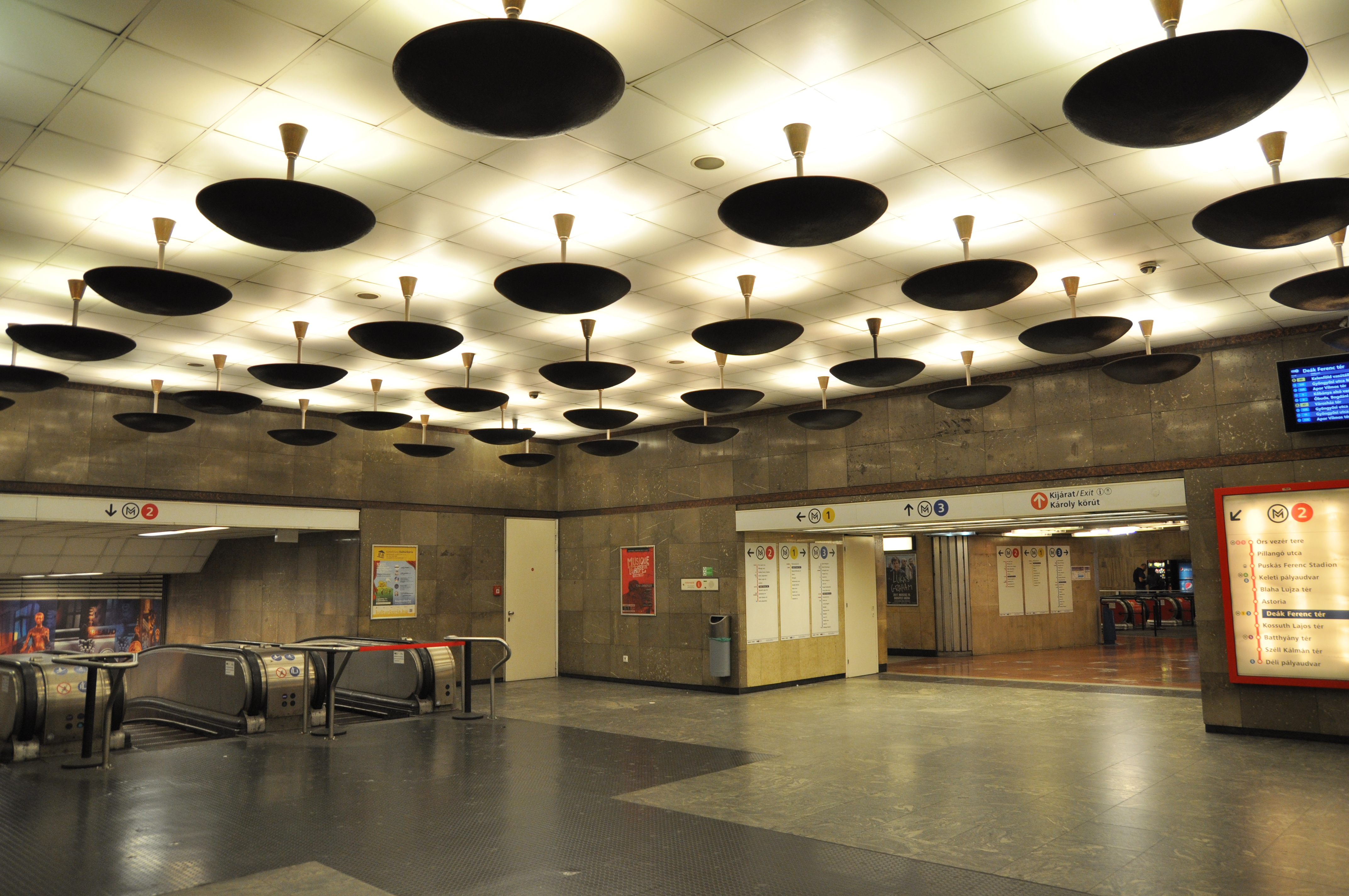
Zwischengeschoss
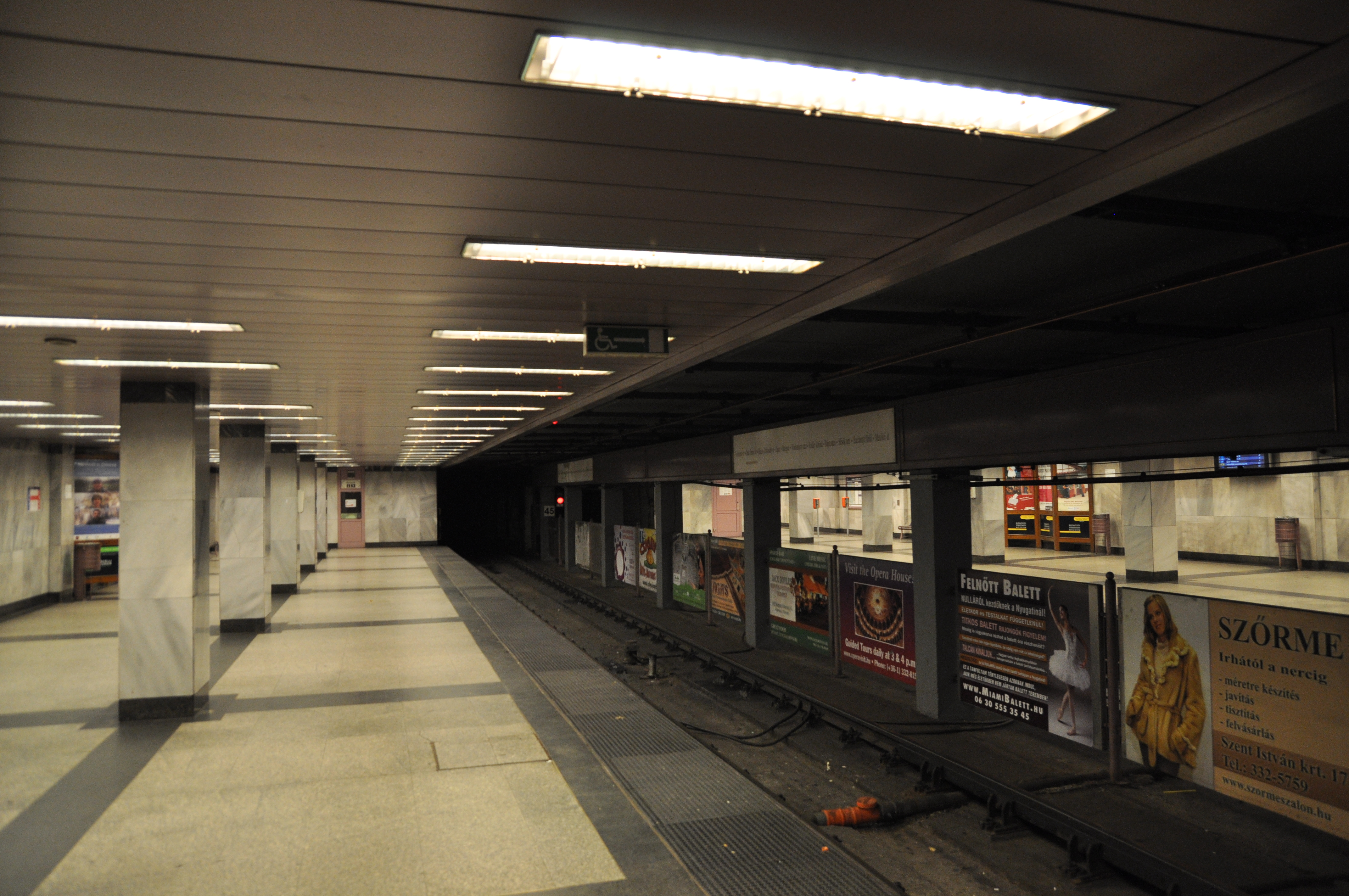
Bahnsteig der Linie M1
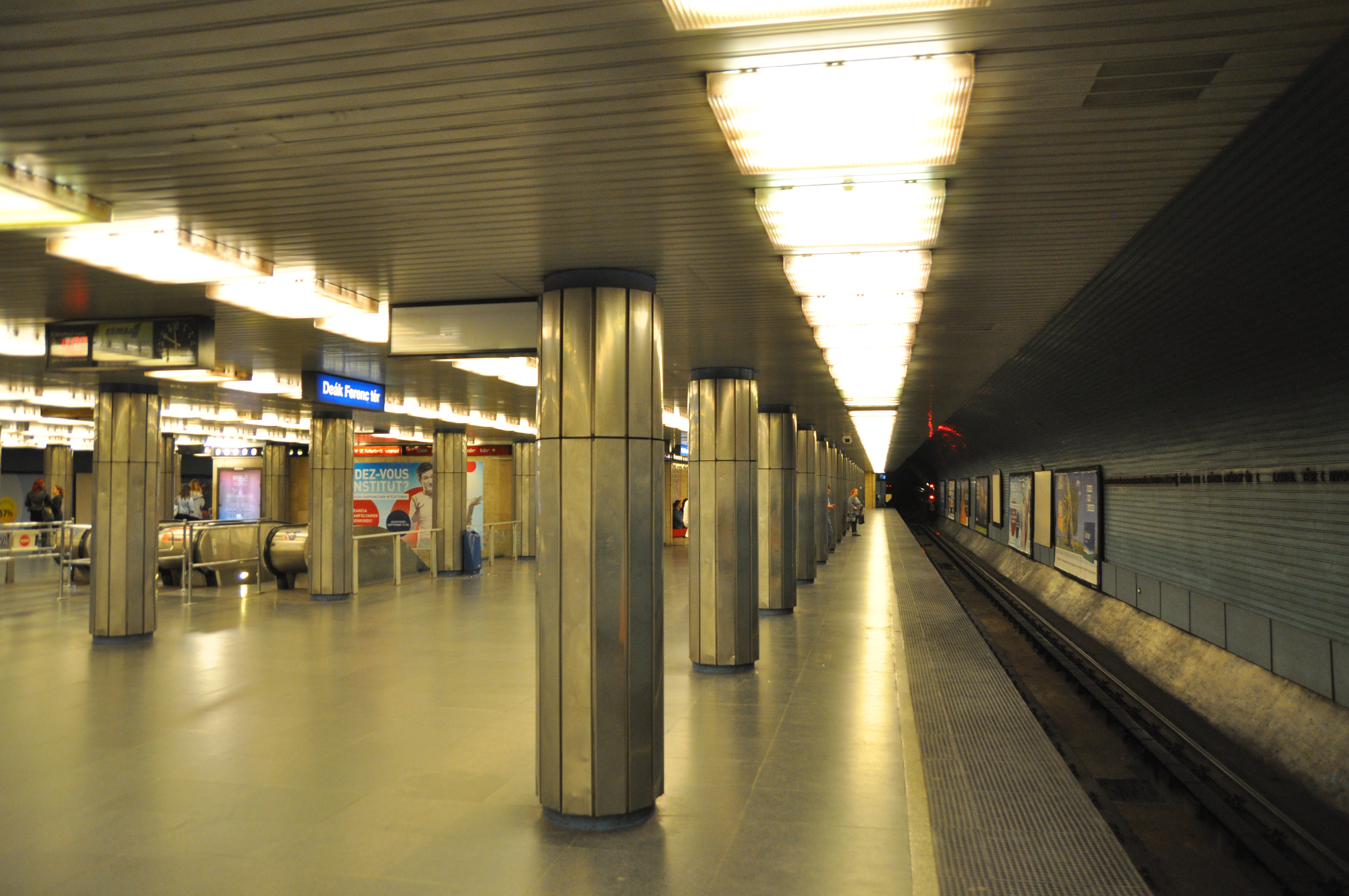
Bahnsteig der Linie M3